# Grim Fandango
Grim Fandango is een point-and-click-avonturenspel van LucasArts uit 1998. Het thema is het Mexico van begin 20e eeuw.

## Verhaal
De speler bestuurt het personage Manny Calavera, een reisagent in het land der doden. Hij heeft in zijn leven fouten begaan. Omdat hij werkt bij DOD, Department of Dead, kan hij een reis naar de negende onderwereld, het land van de eeuwige rust, verdienen. Hiervoor moet hij net overledenen een zo goed mogelijke reis aanbieden op basis van hoe goed hun leven is geweest.
Helaas zit Manny's carrière in het slop en deelt hij enkel nog wandelstokken uit aan "Burro's". Manny ontdekt dat er iets vreemds aan de gang is in de onderwereld: zijn collega Domino Hurley lijkt alle goede commissies te krijgen en ook zijn baas doet verdacht.

## Vervolg
Een vervolg stond op de planlijst van LucasArts. Alhoewel veel fans meer willen spelen van dit epische verhaal, zijn de meeste ook wel van mening dat het verhaal af is. Daarom was er aan de ene kant teleurstelling maar ook blijdschap toen LucasArts besloot het spel te schrappen.
De fans waren ook van mening dat zonder schrijver en regisseur Tim Schafer, er geen fatsoenlijk vervolg gemaakt kon worden.

## Grim Fandango Remastered
In 2015 bracht Double Fine Productions het spel opnieuw uit onder de titel: Grim Fandango Remastered en dit voor PlayStation 4, PlayStation Vita, Windows, OS X en Linux. Volgens critici zijn er geen grote veranderingen in de vormgeving van het spel en heeft men voornamelijk de runtime van het spel aangepast zodat het speelbaar is op de besturingssystemen anno 2015. Grafisch gezien is het spel bijna identiek aan het originele. Men kan schakelen tussen de geremasterde versie en de originele versie, maar op wat minieme kleuren en schaduwen na zijn beide bijna identiek. Verder is er een optie om het spel te vergroten zodat het op een breedbeeldmonitor past. Deze optie herschaalt het spel niet, waardoor enkel de afmetingen worden aangepast en het beeld wordt uitgetrokken. Het enige grote verschil is dat men bij de geremasterde versie de commentaren van de ontwerpers van het originele spel kan laten afspelen.

## Ontvangst
| Geaggregeerde scores     |                 |                                                     |
| Spel                     | Aggregeerder    | Score                                               |
| Grim Fandango            | GameRankings    | 92,97%                                              |
| Grim Fandango            | Metacritic      | 94/100                                              |
| Grim Fandango Remastered | GameRankings    | (pc) 85,23% (PS4) 78,14% (Vita) 86,17% (iOS) 77,50% |
| Grim Fandango Remastered | Metacrtitic     | (pc) 84/100 (PS4) 80/100 (Vita) 84/100 (iOS) 78/100 |
| Reviews scores           |                 |                                                     |
| Spel                     | Uitgave         | Score                                               |
| Grim Fandango Remastered | Power Unlimited | 83/100                                              |
| Grim Fandango Remastered | Gamer.nl        | 9/10                                                |

## Trivia
- Het spel is opgenomen in het boek 1001 Video Games You Must Play Before You Die van Tony Mott.